# Сезон НК «Верес» 2016—2017

Сезон НК «Верес» 2016–2017 — 22-й сезон рівненського «Вереса» у чемпіонатах/кубках України, та 56-й в історії клубу. За його результатами «Верес» зайняв 3 місце (яке не дало можливості відразу перейти у Прем'єр-лігу), але внаслідок несподіваного рішення про недопущення срібного призера чемпіонату - Десни до участі у Прем'єр-лізі, Верес зміг (у першому ж своєму сезоні у Першій Лізі) підвищитись у класі.

## Склад команди
Подані футболісти, що були заявлені принаймні на один офіційний матч «Вереса» в сезоні. Деякі номери використовувались протягом сезону двома різними гравцями.
| № гравця     | Ім'я                  | Національність | Позиція  | Дата народження (вік)      |          |
| Воротарі     | Воротарі              | Воротарі       | Воротарі | Воротарі                   | Воротарі |
| ------------ | --------------------- | -------------- | -------- | -------------------------- | -------- |
| 1            | Єгор Попович          | Україна        | ВР       | 7 січня 1992 (33 роки)     |          |
| 1            | Олександр Ільющенков  | Україна        | ВР       | 23 березня 1990 (34 роки)  |          |
| 12           | Роман Чопко           | Україна        | ВР       | 1 грудня 1992 (32 роки)    |          |
| 34           | Владислав Леонідов    | Україна        | ВР       | 11 лютого 1990 (35 років)  |          |
| 47           | Богдан Когут          | Україна        | ВР       | 10 жовтня 1987 (37 років)  |          |
| Захисники    |                       |                |          |                            |          |
| 2            | Олексій Пінчук        | Україна        | ЗХ       | 17 лютого 1992 (33 роки)   |          |
| 3            | В'ячеслав Лухтанов    | Україна        | ЗХ       | 12 лютого 1995 (30 років)  |          |
| 5            | Антон Братков         | Україна        | ЗХ       | 14 травня 1993 (31 рік)    |          |
| 6            | Євген Неплях          | Україна        | ЗХ       | 11 травня 1992 (32 роки)   |          |
| 8            | Василь Білий          | Україна        | ЗХ       | 13 березня 1990 (35 років) |          |
| 15           | Ярема Каваців         | Україна        | ЗХ       | 10 лютого 1986 (39 років)  |          |
| 24           | Олексій Зозуля        | Україна        | ЗХ       | 12 квітня 1992 (32 роки)   |          |
| 32           | Сергій Петько         | Україна        | ЗХ       | 23 січня 1994 (31 рік)     |          |
| 33           | Сергій Борзенко       | Україна        | ЗХ       | 22 червня 1986 (38 років)  |          |
| 43           | Артур Западня         | Україна        | ЗХ       | 4 червня 1990 (34 роки)    |          |
| 74           | Анатолій Бурлін       | Україна        | ЗХ       | 19 січня 1990 (35 років)   |          |
| Півзахисники |                       |                |          |                            |          |
| 5            | Валерій Лебедь        | Україна        | ПЗ       | 5 січня 1989 (36 років)    |          |
| 6            | Вадим Мілько          | Україна        | ПЗ       | 22 серпня 1986 (38 років)  |          |
| 11           | Тарас Коблюк          | Україна        | ПЗ       | 10 березня 1994 (31 рік)   |          |
| 13           | Сергій Герасимець     | Україна        | ПЗ       | 20 червня 1988 (36 років)  |          |
| 15           | Євген Задоя           | Україна        | ПЗ       | 5 січня 1991 (34 роки)     |          |
| 17           | Антон Котляр          | Україна        | ПЗ       | 7 березня 1993 (32 роки)   |          |
| 21           | Валерій Кучеров       | Україна        | ПЗ       | 11 серпня 1993 (31 рік)    |          |
| 22           | Ростислав Волошинович | Україна        | ПЗ       | 23 травня 1991 (33 роки)   |          |
| 25           | Борис Орловський      | Україна        | ПЗ       | 16 січня 1993 (32 роки)    |          |
| 27           | Барнор Брайт          | Гана           | ПЗ       | 15 серпня 1994 (30 років)  |          |
| 29           | Дмитро Олійник        | Україна        | ПЗ       | 25 лютого 1993 (32 роки)   |          |
| 29           | Володимир Дмитренко   | Україна        | ПЗ       | 23 липня 1995 (29 років)   |          |
| 32           | Андрій Ралюченко      | Україна        | ПЗ       | 8 червня 1995 (29 років)   |          |
| 74           | Вадим Страшкевич      | Україна        | ПЗ       | 21 квітня 1994 (30 років)  |          |
| 94           | Євген Морозенко       | Україна        | ПЗ       | 16 грудня 1991 (33 роки)   |          |
| Нападники    |                       |                |          |                            |          |
| 7            | Руслан Степанюк       | Україна        | НП       | 16 січня 1992 (33 роки)    |          |
| 9            | Вадим Яворський       | Україна        | НП       | 26 червня 1994 (30 років)  |          |
| 10           | Михайло Сергійчук     | Україна        | НП       | 29 липня 1991 (33 роки)    |          |
| 70           | Ігор Сікорський       | Україна        | НП       | 29 липня 1988 (36 років)   |          |
| 89           | Дмитро Козьбан        | Україна        | НП       | 27 квітня 1989 (35 років)  |          |

### Трансфери

#### Прийшли
| Дата            | Позиція | Ім'я                 | Попередній клуб      | Примітки |
| --------------- | ------- | -------------------- | -------------------- | -------- |
| 7 червня 2016   | НП      | Руслан Степанюк      | «Олімпік»            |          |
| 8 червня 2016   | ПЗ      | Сергій Герасимець    | «Гірник-спорт»       |          |
| 10 червня 2016  | ЗХ      | Василь Білий         | «Нафтовик-Укрнафта»  |          |
| 18 червня 2016  | ВР      | Єгор Попович         | «Полтава»            |          |
| 18 червня 2016  | ЗХ      | Євген Неплях         | «Карпати»            |          |
| 19 липня 2016   | ЗХ      | Сергій Борзенко      | «Олімпік»            |          |
| 22 червня 2016  | ПЗ      | Артур Западня        | «Суми»               |          |
| 22 червня 2016  | ПЗ      | Валерій Кучеров      | «Сталь» (Кам`янське) |          |
| 22 червня 2016  | ПЗ      | Ігор Сікорський      | МФК «Миколаїв»       |          |
| 22 червня 2016  | НП      | Ігор Худоб'як        | «Говерла»            |          |
| 1 липня 2016    | НП      | Михайло Сергійчук    | «Карпати»            |          |
| 5 липня 2016    | ПЗ      | Антон Котляр         | «Сталь» (Кам`янське) |          |
| 15 липня 2016   | ПЗ      | Євген Задоя          | «Геліос»             |          |
| 19 липня 2016   | НП      | Вадим Яворський      | «Чорноморець»        | оренда   |
| 20 липня 2016   | ПЗ      | Андрій Ралюченко     | «Металіст»           |          |
| 20 липня 2016   | ПЗ      | Максим Єсип          | «Дніпро»             |          |
| 20 липня 2016   | НП      | Тарас Пучковський    | «Карпати»            |          |
| 20 липня 2016   | ВР      | Богдан Когут         | «Десна»              |          |
| 28 липня 2016   | ЗХ      | Антон Братков        | «Динамо» (Київ)      |          |
| липень 2016     | ВР      | Роман Чопко          | «Самбір»             |          |
| 18 серпня 2016  | НП      | Дмитро Козьбан       | «Волинь»             |          |
| 26 серпня 2016  | ВР      | Владислав Леонідов   | «Авангард»           |          |
| 7 вересня 2016  | ПЗ      | Дмитро Олійник       | ПФК «Суми»           |          |
| 23 вересня 2016 | ЗХ      | Анатолій Бурлін      | «Черкаський Дніпро»  |          |
| 3 грудня 2016   | ЗХ      | В'ячеслав Лухтанов   | «Геліос»             |          |
| 8 січня 2017    | ПЗ      | Валерій Лебедь       | «Олімпік»            |          |
| 25 січня 2017   | ЗХ      | Ярема Каваців        | «Зірка»              |          |
| 14 лютого 2017  | ПЗ      | Вадим Страшкевич     | «Карпати»            |          |
| 24 лютого 2017  | ВР      | Олександр Ільющенков | «Сіоні»              |          |
| 2 березня 2017  | ПЗ      | Євген Морозенко      | «Гурія»              |          |
| 2 березня 2017  | ПЗ      | Вадим Мілько         | «Слуцьк»             |          |
| 3 березня 2017  | ЗХ      | Сергій Петько        | «Чорноморець»        | оренда   |
| березень 2017   | ПЗ      | Барнор Брайт         | «Скала» (Стрий)      |          |
| березень 2017   | ПЗ      | Володимир Дмитренко  | «Динамо» К           |          |

#### Пішли
| Дата           | Позиція | Ім'я                | Наступний клуб      | Примітки            |
| -------------- | ------- | ------------------- | ------------------- | ------------------- |
| 13 червня 2016 | НП      | Павло Таргоній      | «ОДЕК»              |                     |
| 13 червня 2016 | ЗХ      | Іван Спичка         |                     |                     |
| 13 червня 2016 | ПЗ      | Богдан Скоцький     | «Кремінь»           |                     |
| 13 червня 2016 | ЗХ      | Денис Притиковський | «Мир» Горностаївка  |                     |
| 13 червня 2016 | ПЗ      | Ігор Малиш          | «Авангард»          |                     |
| 13 червня 2016 | ЗХ      | Тарас Овчар         | «Прикарпаття»       |                     |
| 13 червня 2016 | ВР      | Валерій Юрчук       | «Нафтовик-Укрнафта» |                     |
| 13 червня 2016 | ВР      | Сергій Семено       | «Мир» Горностаївка  |                     |
| 14 червня 2016 | ПЗ      | Віктор Лиховидько   | «Уманьферммаш»      |                     |
| 30 червня 2016 | ЗХ      | Олександр Логінов   | «Нафтовик-Укрнафта» |                     |
| 30 червня 2016 | ПЗ      | Дмитро Гарванко     | «Жемчужина»         |                     |
| 30 червня 2016 | НП      | Антон Яременко      | «Мир» Горностаївка  |                     |
| червень 2016   | ПЗ      | Іван Луканюк        | «Утеніс»            |                     |
| 11 липня 2016  | ЗХ      | Ярослав Рафальський | «Мир» Горностаївка  |                     |
| 21 липня 2016  | ЗХ      | Микита Ткачов       | «Інгулець»          |                     |
| липень 2016    | НП      | Ігор Худоб'як       | «Прикарпаття»       |                     |
| 6 серпня 2016  | НП      | Олександр Лакуста   | МФК «Миколаїв»      |                     |
| 9 серпня 2016  | ЗХ      | Олексій Пінчук      | МФК «Миколаїв»      |                     |
| 9 серпня 2016  | НП      | Тарас Пучковський   | «Полтава»           |                     |
| 19 серпня 2016 | НП      | Вадим Яворський     | «Чорноморець»       | повернення з оренди |
| 31 серпня 2016 | ЗХ      | Антон Братков       | «Десна»             |                     |
| серпень 2016   | ПЗ      | Євген Задоя         | «Колос»             |                     |
| серпень 2016   | ВР      | Єгор Попович        | «Інгулець»          |                     |
| вересень 2016  | ПЗ      | Максим Єсип         | ПФК «Олександрія»   |                     |
| 1 грудня 2016  | ПЗ      | Дмитро Олійник      | ПФК «Суми»          |                     |
| 1 грудня 2016  | ПЗ      | Андрій Ралюченко    | «Металіст 1925»     |                     |
| 1 грудня 2016  | ЗХ      | Анатолій Бурлін     | «Черкаський Дніпро» |                     |
| 31 січня 2017  | НП      | Михайло Сергійчук   | «Олімпік»           |                     |
| 31 січня 2017  | ЗХ      | Євген Неплях        | «Іллічівець»        |                     |
| 24 лютого 2017 | ВР      | Владислав Леонідов  | «Буковина»          |                     |
| 4 квітня 2017  | ПЗ      | Вадим Мілько        | «Колос» (Ковалівка) |                     |

## Головні тренери
| Ім'я            | Період       | Примітки            |
| --------------- | ------------ | ------------------- |
| Володимир Мазяр | - 25/04/2017 |                     |
| Юрій Вірт       | 25/04/2017 - | виконувач обов`язки |

## Форма команди
| Домашня форма | Домашня форма (альт.) | Виїзна форма. | Воротар. форма (1) | Воротар (1) (альт.2) | Воротар (1) (альт.3) | Воротар. форма (2) | Воротар (2) (альт.2) | Воротар (2) (альт.3) | Воротар (2) (альт.4) |

### Використання форми
| Форма                      | Кольори | Використання |
| -------------------------- | --- | --- |
| Вдома                      | Чорні (з білими вставками на плечах і рукавах) футболки, чорні шорти і чорні гетри.                                | Використовувалась у більшості домашніх матчах (за винятком вказаних нижче), у виїзних матчах проти «Арсеналу-Київ», «Оболоні-Бровар», МФК «Миколаїв», «Черкаського Дніпра», ФК «Тернопіль», та у кубкових матчах проти «Колоса» і «Ворскли».                                                                     |
| Вдома (альт.)              | Чорні (з білими вставками на плечах і рукавах) футболки, червоні шорти (з білою вставкою) і чорні гетри.           | Використовувалась у домашніх матчах проти «Гірника-спорт», «Арсеналу-Київ», «Оболоні-Бровар», МФК «Миколаїв», «Черкаського Дніпра» та у виїзних матчах проти «Гірника-спорт», «Скали», «Інгульця», ФК «Полтава», «Іллічівця» і «Геліоса».                                                                        |
| Виїзд                      | Червоні (з білими вставками на плечах і рукавах) футболки, червоні шорти (з білою вставкою) шорти і червоні гетри. | Використовувалась у виїзних матчах проти «Буковини», ПФК «Суми», «Колоса», «Десни», «Авангарду», «Нафтовик-Укрнафти», у домашньому матчі проти ФК «Тернопіль» та у кубковому матчі проти «Миру». |
| Воротар (1 вар.)           | Голуба з чорними вставками футболка, чорні шорти і чорні гетри.                                                    | Використовувалась у домашніх матчах проти ФК «Тернопіль», «Нафтовик-Укрнафти», «Колоса», «Десни», «Арсеналу-Київ», «Оболоні-Бровар», МФК «Миколаїв» і «Черкаського Дніпра», у виїзних матчах проти «Буковини», ПФК «Суми», «Інгульця», ФК «Полтава», «Іллічівця» і «Геліоса». та у кубковому матчі проти «Миру». |
| Воротар (1 вар.) (альт. 2) | Голуба з чорними вставками футболка, червоні шорти (з білою вставкою), червоні гетри.                              | Використовувалась у виїзних матчах проти «Черкаського Дніпра» і «Нафтовик-Укрнафти» та у кубковому матчі проти «Ворскли». |
| Воротар (1 вар.) (альт. 3) | Голуба з чорними вставками футболка, чорні шорти і червоні гетри.                                                  | Використовувалась у виїзному матчі проти «Колоса». |
| Воротар (2 вар.)           | Сіра з чорними вставками футболка, чорні шорти і чорні гетри.                                                      | Використовувалась у домашніх матчах проти «Геліоса», «Буковини», ПФК «Суми» і «Гірника-спорт», у виїзних матчах проти ФК «Тернопіль» і «Скали» та у кубковому матчі проти «Колоса». |
| Воротар (2 вар.) (альт. 2) | Сіра з чорними вставками футболка, червоні шорти (з білою вставкою) і червоні гетри.                               | Використовувалась у домашніх матчах проти «Авангарду», «Скали» і «Інгульця» та у виїзних матчах проти «Оболоні-Бровар», «Десни» і «Авангарду». |
| Воротар (2 вар.) (альт. 3) | Сіра з чорними вставками футболка, білі шорти (з чорними вставками) і білі гетри (з чорною вставкою).              | Використовувалась у домашніх матчах проти ФК «Полтава» та «Іллічівця» і у виїзних матчах проти «Арсеналу-Київ» та МФК «Миколаїв». |
| Воротар (2 вар.) (альт. 4) | Сіра з чорними вставками футболка, білі шорти і білі гетри.                                                        | Використовувалась у виїзному матчі проти «Гірника-спорт». |

## Чемпіонат України

### Фінальне положення
| М | Команда      | І  | В  | Н  | П | РМ    | О  |
| - | ------------ | -- | -- | -- | - | ----- | -- |
|   | «Іллічівець» | 34 | 25 | 6  | 3 | 61−21 | 81 |
|   | «Десна»      | 34 | 22 | 8  | 4 | 55−23 | 74 |
|   | «Верес»      | 34 | 20 | 7  | 7 | 62−32 | 67 |
| 4 | «Геліос»     | 34 | 16 | 10 | 8 | 31−22 | 58 |
| 5 | «Колос»      | 34 | 16 | 9  | 9 | 52−38 | 57 |

### Загальна статистика
| Загалом | Загалом | Загалом | Загалом | Загалом | Загалом | Загалом | Загалом | Вдома | Вдома | Вдома | Вдома | Вдома | Вдома | Вдома | Вдома | На виїзді | На виїзді | На виїзді | На виїзді | На виїзді | На виїзді | На виїзді | На виїзді |
| Ігри    | В       | Н       | П       | ГЗ      | ГП      | Р       | Очки    | Ігри  | В     | Н     | П     | ГЗ    | ГП    | Р     | Очки  | Ігри      | В         | Н         | П         | ГЗ        | ГП        | Р         | Очки      |
| ------- | ------- | ------- | ------- | ------- | ------- | ------- | ------- | ----- | ----- | ----- | ----- | ----- | ----- | ----- | ----- | --------- | --------- | --------- | --------- | --------- | --------- | --------- | --------- |
| 34      | 20      | 7       | 7       | 62      | 32      | +30     | 67      | 17    | 12    | 3     | 2     | 41    | 18    | +23   | 39    | 17        | 8         | 4         | 5         | 21        | 14        | +7        | 28        |

### Тур за туром
| Тур      | 1 | 2 | 3 | 4 | 5 | 6 | 7 | 8 | 9 | 10 | 11 | 12 | 13 | 14 | 15 | 16 | 17 | 18 | 19 | 20 | 21 | 22 | 23 | 24 | 25 | 26 | 27 | 28 | 29 | 30 | 31 | 32 | 33 | 34 |
| -------- | - | - | - | - | - | - | - | - | - | -- | -- | -- | -- | -- | -- | -- | -- | -- | -- | -- | -- | -- | -- | -- | -- | -- | -- | -- | -- | -- | -- | -- | -- | -- |
| Поле     | В | В | Д | В | Д | В | Д | В | Д | В  | Д  | В  | Д  | В  | Д  | В  | Д  | Д  | Д  | В  | Д  | В  | Д  | В  | Д  | В  | Д  | В  | Д  | В  | Д  | В  | Д  | В  |
| Підсумок | В | В | В | П | В | Н | В | В | В | Н  | Н  | Н  | В  | В  | В  | П  | В  | В  | В  | В  | П  | П  | П  | В  | В  | В  | В  | В  | Н  | Н  | В  | П  | Н  | П  |
| Місце    | 6 | 3 | 1 | 2 | 2 | 3 | 3 | 2 | 2 | 2  | 2  | 2  | 2  | 2  | 2  | 2  | 2  | 2  | 2  | 2  | 2  | 2  | 3  | 3  | 3  | 3  | 2  | 2  | 3  | 3  | 3  | 3  | 3  | 3  |

## Статистика гравців

### Появи на полі та голи
| №  | Поз. | Нац.    | Гравець               | Перша ліга | Перша ліга | Кубок України | Кубок України | Всього  | Всього |
| №  | Поз. | Нац.    | Гравець               | Ігор       | Голів      | Ігор          | Голів         | Ігор    | Голів  |
| -- | ---- | ------- | --------------------- | ---------- | ---------- | ------------- | ------------- | ------- | ------ |
| 1  | ВР   | Україна | Єгор Попович          | 0          | 0          | 1             | -1            | 1       | -1     |
| 1  | ВР   | Україна | Олександр Ільющенков  | 10         | -8         | 0             | 0             | 10      | -8     |
| 3  | ЗХ   | Україна | В'ячеслав Лухтанов    | 10 (1)     | 0          | 0             | 0             | 10 (1)  | 0      |
| 5  | ПЗ   | Україна | Валерій Лебедь        | 2 (1)      | 0          | 0             | 0             | 2 (1)   | 0      |
| 6  | ЗХ   | Україна | Євген Неплях          | 11 (3)     | 1          | 2 (1)         | 0             | 13      | 1      |
| 6  | ПЗ   | Україна | Вадим Мілько          | 1          | 0          | 0             | 0             | 1       | 0      |
| 7  | НП   | Україна | Руслан Степанюк       | 33         | 24 (5)     | 2 (1)         | 1             | 35      | 25 (5) |
| 8  | ЗХ   | Україна | Василь Білий          | 23 (1)     | 2          | 2             | 0             | 25 (1)  | 2      |
| 9  | НП   | Україна | Вадим Яворський       | 3 (3)      | 0          | 1             | 0             | 4 (3)   | 0      |
| 10 | НП   | Україна | Михайло Сергійчук     | 17 (9)     | 4          | 3 (1)         | 0             | 20 (10) | 4      |
| 11 | ПЗ   | Україна | Тарас Коблюк          | 8 (6)      | 0          | 2 (1)         | 0             | 10 (7)  | 0      |
| 13 | ПЗ   | Україна | Сергій Герасимець     | 33 (13)    | 4 (1)      | 3             | 0             | 37 (13) | 4 (1)  |
| 15 | ЗХ   | Україна | Ярема Каваців         | 2 (1)      | 0          | 0             | 0             | 2 (1)   | 0      |
| 17 | ПЗ   | Україна | Антон Котляр          | 29 (9)     | 2 (1)      | 2 (1)         | 0             | 31 (10) | 2 (1)  |
| 21 | ПЗ   | Україна | Валерій Кучеров       | 32         | 0          | 3             | 0             | 35      | 0      |
| 22 | ПЗ   | Україна | Ростислав Волошинович | 24 (6)     | 4          | 1             | 0             | 25 (6)  | 1      |
| 24 | ЗХ   | Україна | Олексій Зозуля        | 31         | 0          | 3             | 1             | 34      | 1      |
| 25 | ПЗ   | Україна | Борис Орловський      | 27 (4)     | 2          | 3 (2)         | 0             | 30 (6)  | 2      |
| 27 | ПЗ   | Гана    | Барнор Брайт          | 1 (1)      | 0          | 0             | 0             | 1 (1)   | 0      |
| 29 | ПЗ   | Україна | Володимир Дмитренко   | 1 (1)      | 0          | 0             | 0             | 1 (1)   | 0      |
| 32 | ЗХ   | Україна | Сергій Петько         | 7 (4)      | 0          | 0             | 0             | 7 (4)   | 0      |
| 32 | ПЗ   | Україна | Андрій Ралюченко      | 5 (5)      | 0          | 1             | 0             | 6 (5)   | 0      |
| 33 | ЗХ   | Україна | Сергій Борзенко       | 33         | 7          | 3             | 0             | 36      | 7      |
| 43 | ЗХ   | Україна | Артур Западня         | 34         | 0          | 3             | 0             | 37      | 0      |
| 47 | ВР   | Україна | Богдан Когут          | 24         | -24        | 2             | -2            | 26      | -26    |
| 70 | НП   | Україна | Ігор Сікорський       | 25 (17)    | 6          | 3 (1)         | 1             | 28 (18) | 7      |
| 74 | ПЗ   | Україна | Вадим Страшкевич      | 3 (3)      | 0          | 0             | 0             | 3 (3)   | 0      |
| 89 | НП   | Україна | Дмитро Козьбан        | 28 (6)     | 3          | 2 (1)         | 1             | 31 (7)  | 4      |
| 94 | ПЗ   | Україна | Євген Морозенко       | 13 (4)     | 1          | 0             | 0             | 13 (4)  | 1      |

Пояснення до таблиці:
- в графі «Ігри» у дужках вказана кількість виходів на заміну
- в графі «Голи»: 1) у дужках вказана кількість голів з пенальті, 2) для воротарів наведена від'ємна кількість пропущених м'ячів

### Дисциплінарні покарання
| Місце  | Гравець               | Поз.   | Перша ліга | Перша ліга   | Перша ліга | Кубок України | Кубок України | Кубок України | Всього | Всього       | Всього |
| Місце  | Гравець               | Поз.   | ЖК         | YK · YK · RK | RK         | ЖК            | YK · YK · RK  | RK            | ЖК     | YK · YK · RK | RK     |
| ------ | --------------------- | ------ | ---------- | ------------ | ---------- | ------------- | ------------- | ------------- | ------ | ------------ | ------ |
| 1      | Сергій Борзенко       | ЗХ     | 8          | 0            | 0          | 1             | 0             | 0             | 9      | 0            | 0      |
| 2      | Борис Орловський      | ПЗ     | 6          | 1            | 0          | 1             | 0             | 0             | 7      | 1            | 0      |
| 3      | Антон Котляр          | ПЗ     | 6          | 0            | 0          | 0             | 0             | 0             | 6      | 0            | 0      |
| 4      | Василь Білий          | ЗХ     | 5          | 0            | 0          | 0             | 0             | 0             | 5      | 0            | 0      |
| 5      | Олексій Зозуля        | ЗХ     | 4          | 0            | 0          | 0             | 0             | 0             | 4      | 0            | 0      |
| 5      | Валерій Кучеров       | ПЗ     | 4          | 0            | 0          | 0             | 0             | 0             | 4      | 0            | 0      |
| 7      | Руслан Степанюк       | НП     | 3          | 0            | 0          | 0             | 0             | 0             | 3      | 0            | 0      |
| 7      | Сергій Петько         | ЗХ     | 3          | 0            | 0          | 0             | 0             | 0             | 3      | 0            | 0      |
| 7      | Євген Неплях          | ЗХ     | 2          | 1            | 0          | 0             | 0             | 0             | 2      | 1            | 0      |
| 10     | Ростислав Волошинович | ПЗ     | 2          | 0            | 0          | 0             | 0             | 0             | 2      | 0            | 0      |
| 10     | Сергій Герасимець     | ПЗ     | 2          | 0            | 0          | 0             | 0             | 0             | 2      | 0            | 0      |
| 10     | Артур Западня         | ПЗ     | 1          | 0            | 0          | 1             | 0             | 0             | 2      | 0            | 0      |
| 10     | Євген Морозенко       | ПЗ     | 2          | 0            | 0          | 0             | 0             | 0             | 2      | 0            | 0      |
| 10     | Андрій Ралюченко      | ПЗ     | 1          | 0            | 0          | 1             | 0             | 0             | 2      | 0            | 0      |
| 10     | Михайло Сергійчук     | НП     | 2          | 0            | 0          | 0             | 0             | 0             | 2      | 0            | 0      |
| 10     | Ігор Сікорський       | НП     | 2          | 0            | 0          | 0             | 0             | 0             | 2      | 0            | 0      |
| 10     | Валерій Лебедь        | ПЗ     | 1          | 1            | 0          | 0             | 0             | 0             | 1      | 1            | 0      |
| 18     | Ярема Каваців         | ЗХ     | 1          | 0            | 0          | 0             | 0             | 0             | 1      | 0            | 0      |
| 18     | Тарас Коблюк          | ПЗ     | 0          | 0            | 0          | 1             | 0             | 0             | 1      | 0            | 0      |
| 18     | Богдан Когут          | ВР     | 1          | 0            | 0          | 0             | 0             | 0             | 1      | 0            | 0      |
| 18     | Дмитро Козьбан        | НП     | 1          | 0            | 0          | 0             | 0             | 0             | 1      | 0            | 0      |
| 18     | В'ячеслав Лухтанов    | ЗХ     | 1          | 0            | 0          | 0             | 0             | 0             | 1      | 0            | 0      |
| 18     | Вадим Мілько          | ПЗ     | 1          | 0            | 0          | 0             | 0             | 0             | 1      | 0            | 0      |
| 18     | Вадим Яворський       | НП     | 1          | 0            | 0          | 0             | 0             | 0             | 1      | 0            | 0      |
| Всього | Всього                | Всього | 60         | 3            | 0          | 5             | 0             | 0             | 65     | 3            | 0      |

### Бомбардири
| №      | Гравець               | Перша ліга | Кубок України | Всього |
| ------ | --------------------- | ---------- | ------------- | ------ |
| 1      | Руслан Степанюк       | 24 (5)     | 1             | 25 (5) |
| 2      | Сергій Борзенко       | 7          | 0             | 7      |
| 2      | Ігор Сікорський       | 6          | 1             | 7      |
| 4      | Ростислав Волошинович | 4          | 0             | 4      |
| 4      | Сергій Герасимець     | 4 (1)      | 0             | 4 (1)  |
| 4      | Дмитро Козьбан        | 3 (1)      | 1             | 4 (1)  |
| 4      | Михайло Сергійчук     | 4          | 0             | 4      |
| 8      | Василь Білий          | 2          | 0             | 2      |
| 8      | Антон Котляр          | 2 (1)      | 0             | 2 (1)  |
| 8      | Борис Орловський      | 2          | 0             | 2      |
| 11     | Олексій Зозуля        | 0          | 1             | 1      |
| 11     | Євген Морозенко       | 1          | 0             | 1      |
| 11     | Євген Неплях          | 1          | 0             | 1      |
| Всього | Всього                | 60         | 4             | 64     |

### Капітани
| №  | Поз. | Ім`я            | Нац.    | Матчі | Примітки |
| -- | ---- | --------------- | ------- | ----- | -------- |
| 33 | ЗХ   | Сергій Борзенко | Україна | 36    |          |
| 47 | ВР   | Богдан Когут    | Україна | 1     |          |